# Kupreanof
Kupreanof és una població dels Estats Units a l'estat d'Alaska. Segons el cens del 2000 tenia 23 habitants.

## Demografia
Segons el cens del 2000, Kupreanof tenia 23 habitants, 12 habitatges, i 6 famílies La densitat de població era de 2,2 habitants/km².
Dels 12 habitatges en un 16,7% hi vivien nens de menys de 18 anys, en un 50% hi vivien parelles casades, en un 0% dones solteres, i en un 50% no eren unitats familiars. En el 50% dels habitatges hi vivien persones soles el 16,7% de les quals corresponia a persones de 65 anys o més que vivien soles. El nombre mitjà de persones vivint en cada habitatge era d'1,92 i el nombre mitjà de persones que vivien en cada família era de 2,83.
Per edats la població es repartia de la següent manera: un 17,4% tenia menys de 18 anys, un 4,3% entre 18 i 24, un 21,7% entre 25 i 44, un 47,8% de 45 a 60 i un 8,7% 65 anys o més.
L'edat mediana era de 46 anys. Per cada 100 dones hi havia 91,7 homes. Per cada 100 dones de 18 o més anys hi havia 111,1 homes.
La renda mediana per habitatge era de 45.833 $ i la renda mediana per família de 100.470 $. Els homes tenien una renda mediana de 51.250 $ mentre que les dones 0 $. La renda per capita de la població era de 26.650 $. Cap de les famílies estaven per davall del llindar de pobresa.

## Poblacions més properes
El següent diagrama mostra les poblacions més properes.